# Chùa Mandara (Nhật Bản)
Chùa Mandara (Nhật: 曼荼羅寺 (Mạn Đà La tự)/ まんだらじ Hepburn: Mandara-dera) là một ngôi Phật tự của Tịnh độ tông Tây Sơn phái, có vị trí tại Tera-machi, Maehibo-Cho, thành phố Kōnan, tỉnh Aichi, Nhật Bản. Sơn hiệu của ngôi chùa là Nhật Luân Sơn. Tên đầy đủ của chùa là "Nhật Luân Sơn Biến Chiếu Quang viện Mạn Đà La tự", thường được gọi là "Mạn Đà La tự tại Syobo-cho Tera–machi". Chùa thờ bản tôn là Tây Phương Tam Thánh, được nhiều người biết đến là địa điểm danh thắng hoa tử đằng.

## Lịchsử
Nguyên Đức nguyên niên (1329), theo truyền thuyết phụng mệnh Thiên hoàng Go-Daigo, người sáng lập (khai sơn giả) là chú của Thiên hoàng là Thiên Chân Thừa Vận, từ năm 1324 đến năm 1329, đã phải mất 5 năm để kiến tạo xây dựng. Sau đó, Thiên hoàng Go-Nara ban chiếu chỉ, với tên gọi chính thức là Viên Phúc tự. Đến năm Khoan Chính thứ 3 (1462), mới trở thành tên hiệu tự viện như ngày nay. Từ thời Toyotomi Hideyoshi, tự viện đã nhận được ấn trạng màu đỏ 204 thạch. Thời Edo nhận được ấn trạng màu đen 231 thạch, đến thời kỳ Minh Trị Duy tân. Các bản thơ văn cổ được phát ra bởi Oda Nobunaga, Toyotomi Hideyoshi, Đức Xuyên (Đức Xuyên Gia Khang) cùng vô số bảo vật sưu tầm được, mỗi năm cùng khai mạc lễ hội Hoa Tử Đằng vào mùa xuân tất cả đều được đem ra trưng bày công khai. Hiện lưu tại chính đường, bởi Khoan Vĩnh năm thứ 9 (1632), xuất thân tại địa phương này, nên sau trở thành nhà thờ tổ tiên Tokushima Domain của dòng họ Hachisuka Iemasa.

## Khuôn viên chùa
- Hội trường chính (Đại Hùng Bửu Điện) – Khoan Vĩnh năm thứ 9 (1632) kiến lập, mô phỏng Đền Tím ngự sở trong cung điện Hoàng gia, là di sản văn hóa quan trọng của quốc gia.
- Công viên Mạn Đà Tự - một bộ phận trong khu vực của Tự viện được lấy làm công viên cho thành phố, trở thành địa điểm lễ hội hoa Tử Đằng.

### Tự viện phụ thuộc
Dưới đây là 8 tự viện:
- Bổn thệ viện – Là Tự viện dùng để chuyên cần học tập của dòng họ Hachisuka lúc còn nhỏ, Bài vị cùng bàn ghế dùng để học tập của dòng họ Hachisuka hiện giờ đều là những vật phẩm được sưu tầm.
- Thế Tôn viện
- Tu Tạo viện
- Quang Minh viện
- Thường Chiếu viện
- Khoan Lập viện
- Từ Quang viện
- Linh Thứu viện

## Di sản văn hóa

### Di sản văn hóa quan trọng (Di sản quốc gia)
- Chính đường - Khoan Vĩnh năm thứ 9 (1632) kiến lập xây dựng. Lối kiến trúc mái Yamagataya, mái lợp bằng gổ Pơ mu.
- Đại thư viện – Văn Lộc nguyên niên (1592) kiến lập. Kiến trúc của thư viện, mái nhà bằng đồng. Theo truyền thuyết nơi nầy là tiền đồn trong trận chiến Sekihara, cũng là lúc tấn công thành Gifu, chư tướng lãnh của Đông quân lấy nơi này để thảo luận tình hình quân sự.
- Tranh tượng màu Tịnh Độ Ngũ Tổ bằng lụa 5 bức .
- Đồng chung (chuông đồng) – thời đại Triều Tiên –Cao Ly

### Di sản văn hóa hữu hình của huyện Aichi
- Kiến trúc của Mạn Đà La Tự (Địa Tạng Đường)[2] – Thờ Bổn Tôn là Địa Tạng Tôn, theo truyền thuyết đây là tượng Phật mà mẹ của Thiên hoàng Go-Daigo (Hậu Đề Hồ Thiên Hoàng) thờ phụng trong cung dùng khi trì niệm lễ Phật, khi xây dựng kiến lập Tự viện bức tượng được Thiên Chân Thừa Vận ban tặng cho Tự viện.
- Bức tranh Tịnh độ biến tướng Mạn Đà La (Taima Mandala)[3]

### Di sản văn hóa của Konan-Shi
- (Hội họa) Tranh lụa màu Tam Tôn Di Đà tiếp dẫn đồ Những thứ khác[4]
- (Kiến trúc) Mạn Đà La đường[4]
- (Công nghệ) Hộp hương Văn Thù[4]
- (Thư tín) Lệnh cấm của Chức Điền Tín Hùng (Oda Nobukatsu) Những thứ khác[4]
- (Điêu khắc) Bất Động diện (mặt của Phật Bất Động) Những thứ khác[4]
- (Vật kỷ niệm thiên nhiên) Cây Phong, cây Anh đào bờ biển Edo-Han[4]

## Lịch tổ chức sự kiện
- Từ sau giữa tháng 4 – ngày 6 tháng 5 – Lễ hoa Tử Đằng    
  - Ngày khai mạc mỗi năm đều thay đổi
- Lễ hội Kiku (bắt đầu từ năm 2006 địa điểm dời đến Suitopia Konan)   
  - Vào năm 2004, cũng đã xuất hiện trưng bày tác phẩm linh vật cát tường rừng Yanagi và rừng Kozo tại cuộc triển lãm quốc tế Aichi.

## Hìnhảnh

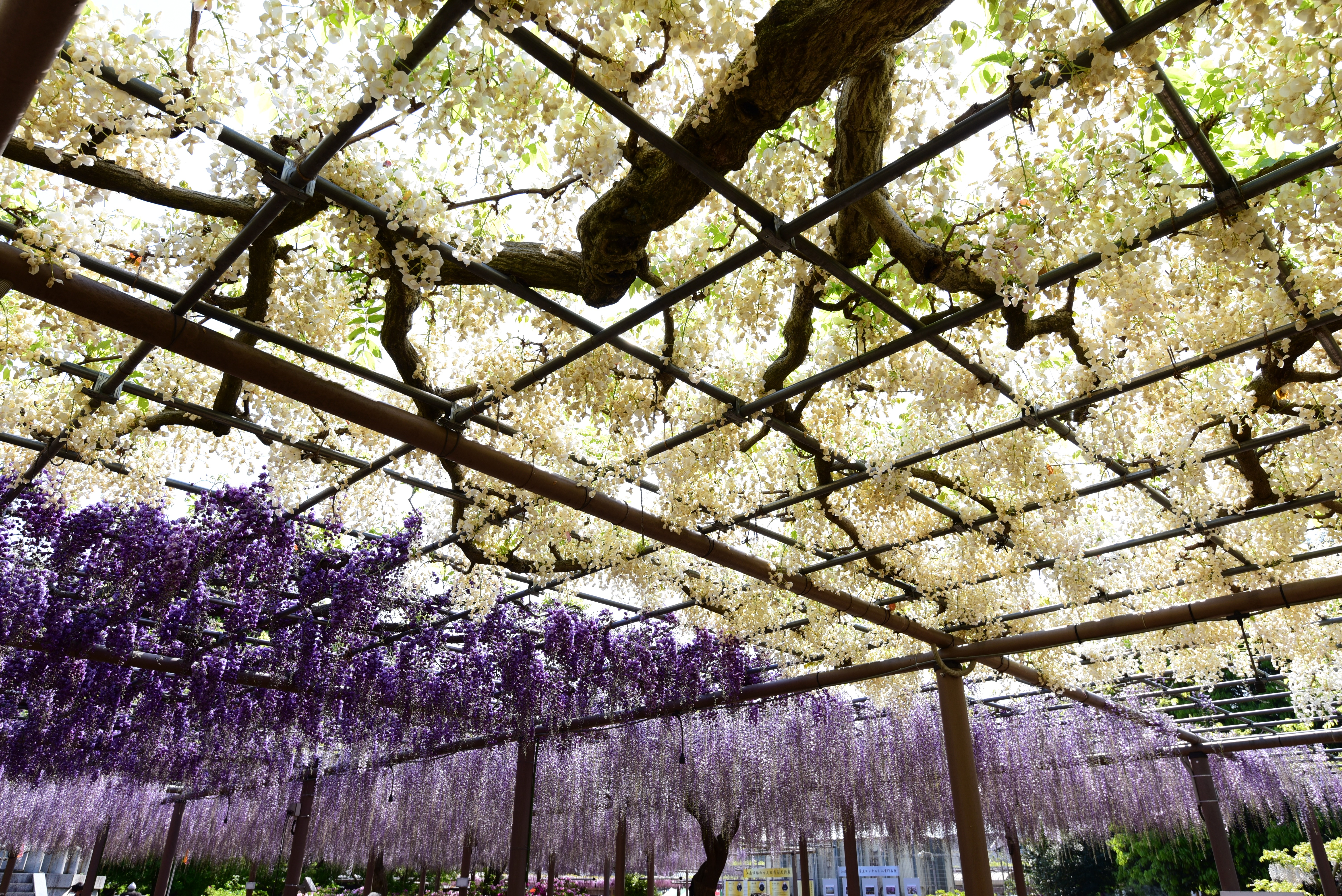
Lễ hội hoa tử đằng
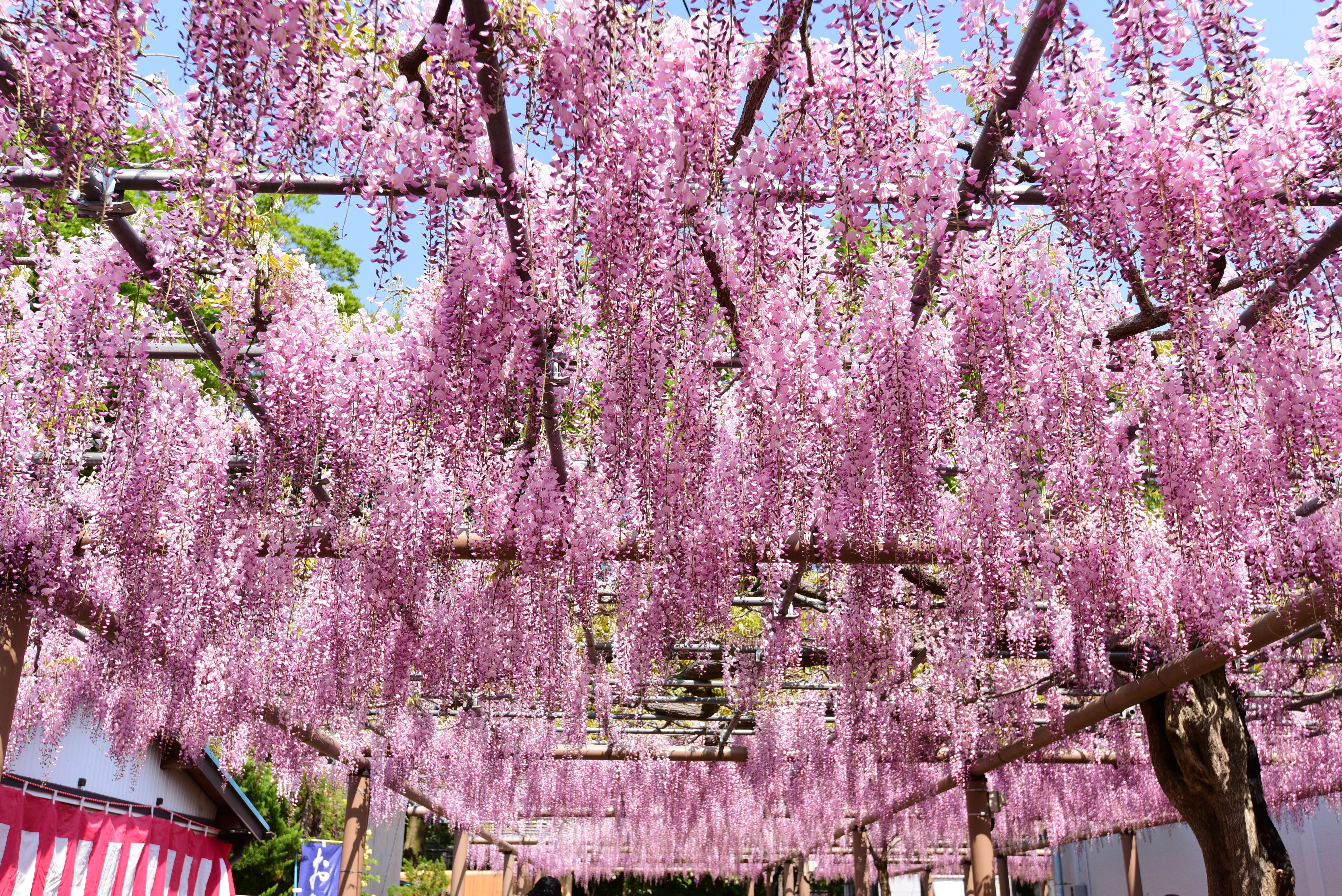
Lễ hội hoa tử đằng
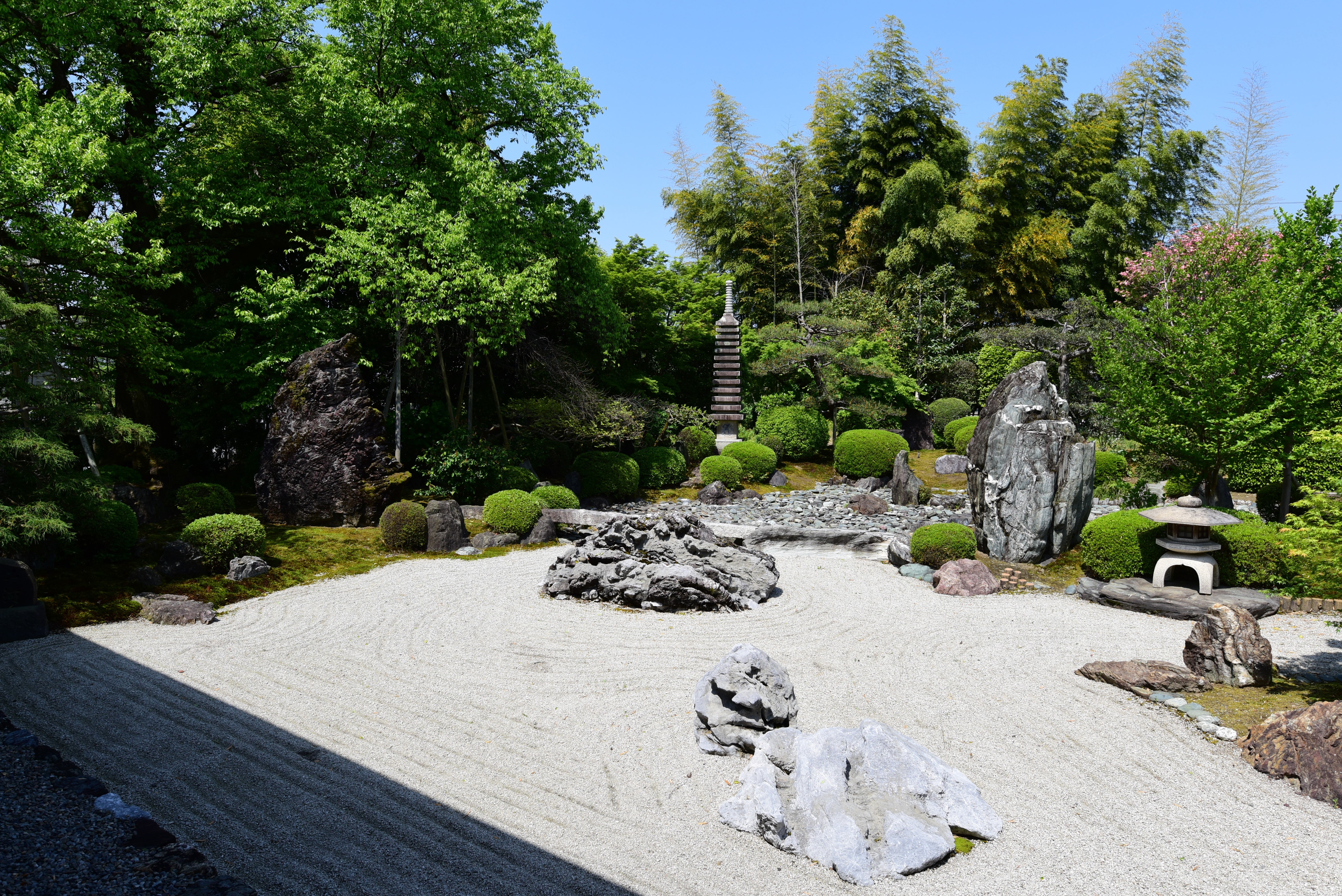
Sân vườn